# Аббон (патриций)
Аббон (фр. Abbon; умер около 751) — патриций Прованса (737 — около 751?), основатель аббатства в Новалезе.

## Биография

### Исторические источники
Об Аббоне не упоминается во франкских анналах. Все свидетельства, сообщающие об Аббоне, содержатся в нескольких раннесредневековых документах юридического характера. Среди них — хартия об основании Новалезского аббатства (30 января 726 года), завещание Аббона (5 мая 739 года), а также подтверждения ранее данных дарений правителями Франкского государства (Карломаном 26 июня 770 года и Карлом Великим 25 марта 773 года) и папами римскими (Иоанном XIII 21 апреля 972 года и Бенедиктом VIII в феврале 1014 года). Все эти акты сохранились до нашего времени в поздних копиях (наиболее ранние из них относятся к XI веку). Об Аббоне упоминается и в написанной в XI веке «Новалезской хронике».

### Происхождение
Бо́льшая часть сведений о семье Аббона содержится в его завещании. В этом документе упоминается, что родителями Аббона были Феликс и Рустика, а дядей и опекуном — епископ Гапа Симфориан. Дедом Аббона был Морин, бабкой — Додина, ещё одним дядей — Додон, а двоюродной сестрой — Гонория, дочь Вандальберта. Известно также, что у Аббона была дочь Вергилия. Однако в каких точно родственных связях друг с другом состояли упоминающиеся в завещании лица, среди историков идут дискуссии.
На основании этих данных историками делается вывод о том, что хотя имя Аббона имело франкское происхождение, его предки принадлежали к влиятельному бургундскому галло-римскому роду, под контролем которого находились перевалы в Котских Альпах, связывавшие Франкское государство и Лангобардское королевство. В VII—VIII веках представители этой семьи владели обширными землями в окрестностях Безансона, Сузы, Амбрёна и Гапа. Личные же владения Аббона, унаследованные им от родителей и других родственников, находились вблизи Вьена и Марселя, а также в Приморских Альпах.
Предполагается, что первое свидетельство об Аббоне в современных ему исторических источниках может быть датировано 1 января 723 года. Тогда некий «signum Abbonis» подписался под дарственной хартией майордома Карла Мартелла, данной тем в Геристале Утрехтской епархии по просьбе святого Виллиброрда.

### Основание Новалезского аббатства

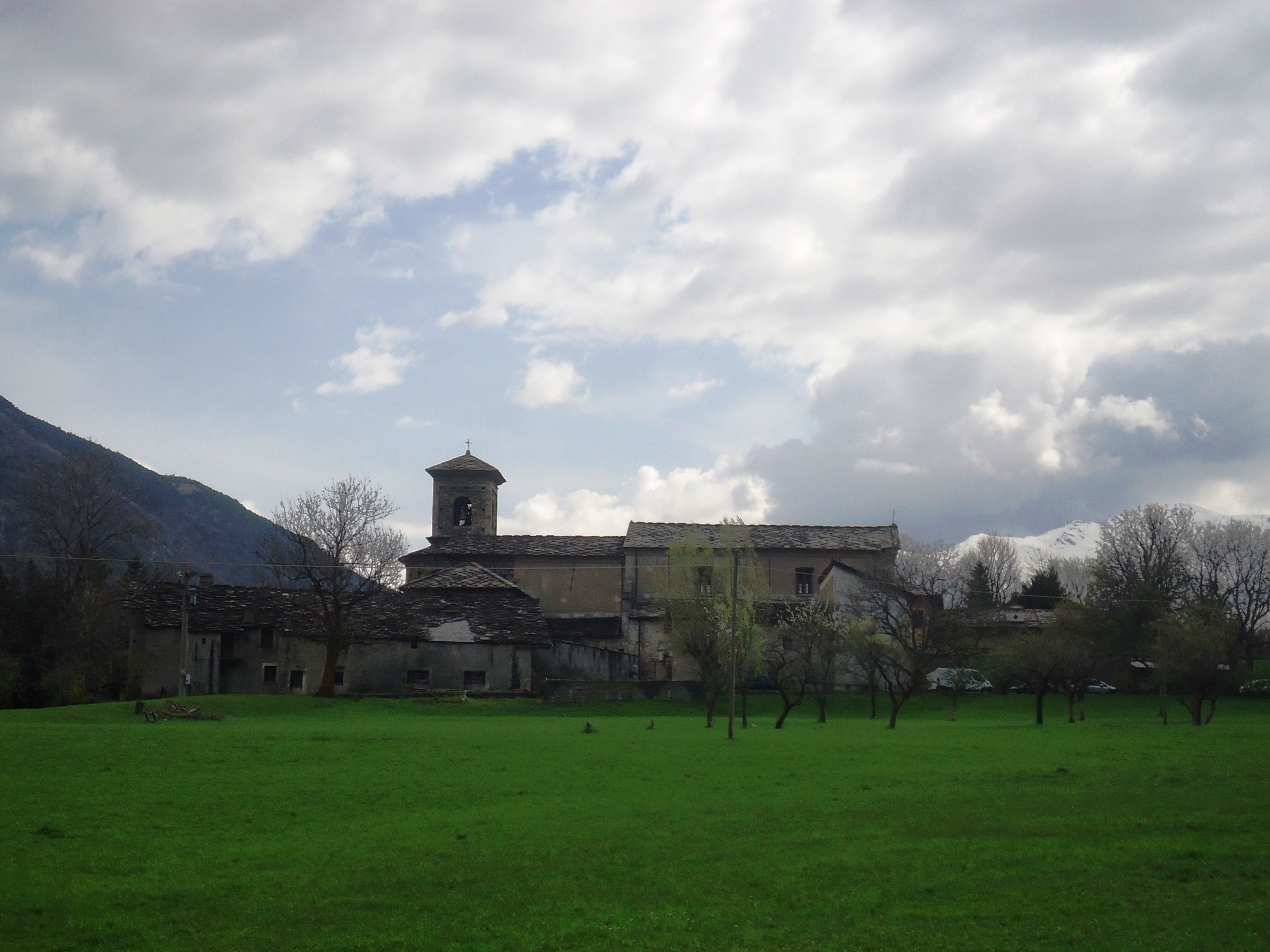
Новалезское аббатство

Наиболее известное событие из жизни Аббона — основание им Новалезского аббатства. В качестве соучредителя обители в документах назван епископ Валхун, возможно, тождественный или одноимённому епископу Сен-Жан-де-Морьена или епископу Амбрёна Валхину. Об этом сообщается в датированной 30 января 726 года дарственной хартии, приуроченной к этому событию. Акт об учреждении Новалезского монастыря подтвердили своими подписями епископ Гренобля Рагномар и прелаты Эоальд (возможно, тождественный одноимённому архиепископу Вьена, Леоний и Эстахий. Первым настоятелем Новалезы, с согласия основателя обители, был назначен святой Годон.
В составленном в 739 году завещании Аббон не только подтвердил все предыдущие дары Новалезскому аббатству, но и наделил его новыми, весьма обширными земельными владениями. Позднее пожертвования Аббона, сделанные им как основанному им монастырю, так и нескольким церквям в Провансе и в Марсельской епархии, были подтверждены правителями Франкского государства и папами римскими.

### Патриций Прованса
В документе от 726 года Аббон назван управляющим Морьена и Сузы (лат. rector Mauriennate & Segucine civitate). Это позволяет определить сферу властных полномочий Аббона в 720-е годы как зону франко-лангобардского пограничья: известно, что Морьен в то время принадлежал Франкскому государству, а Суза — Лангобардскому королевству. Несмотря на то, что часть владений Аббона находилась на территории, подконтрольной правителям лангобардов, датировка хартии об основании Новалезского аббатства по годам правления короля Теодориха IV свидетельствует о признании Аббоном над собой власти монархов из династии Меровингов.

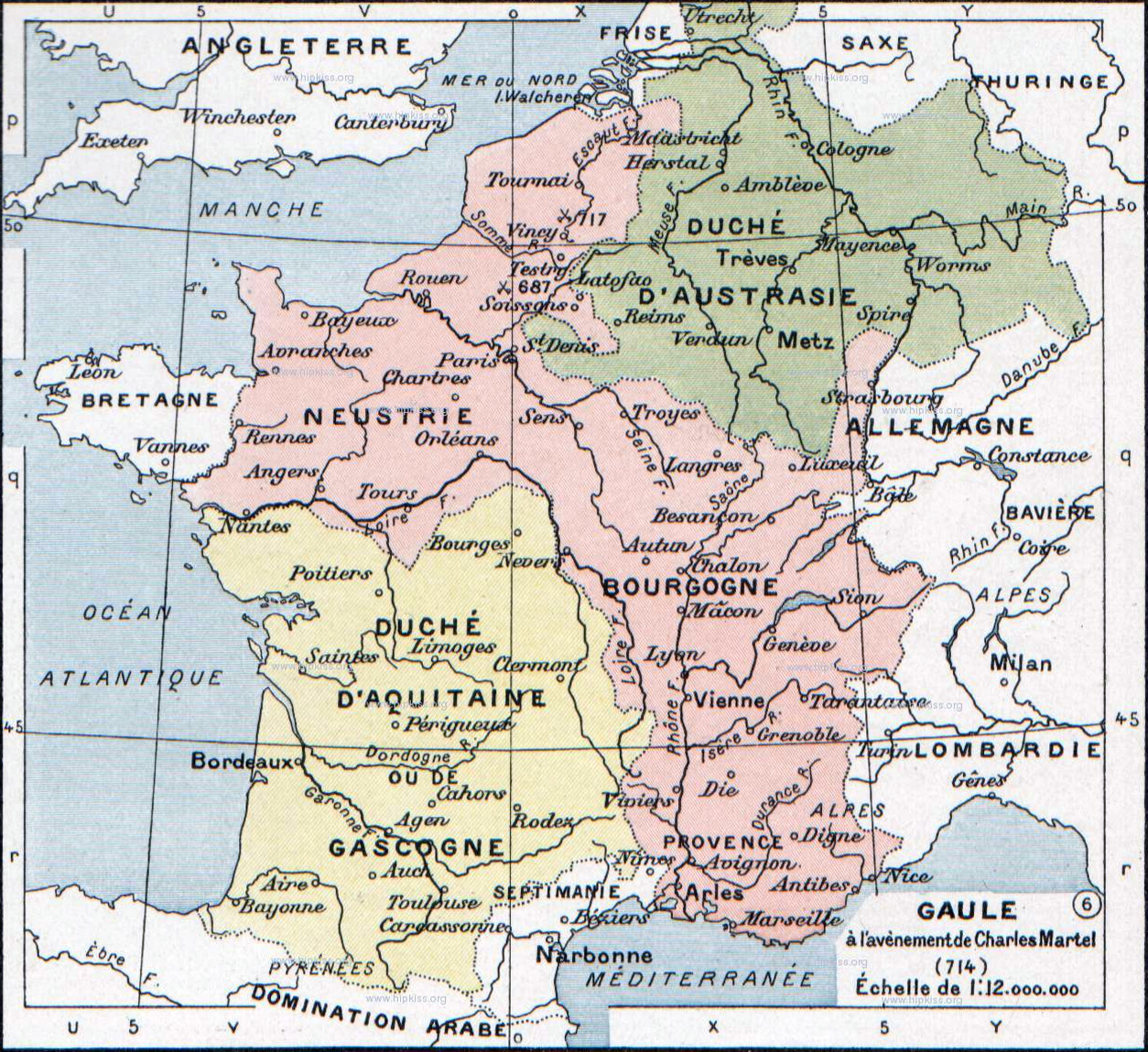
Франкское государство в 714 году

Полное отсутствие упоминаний об Аббоне во франкских анналах не позволяет точно восстановить его роль в событиях 720-х—730-х годов. В завещании Аббона содержится свидетельство о том, что во времена короля Теодориха IV и Карла Мартелла (то есть в период между 721 и 737 годами) он приобрёл имущество, конфискованное у обвинённого в союзе с маврами Рикульфа, сына графа Родульфа. Эти имения находились в пагах Амбрёна, Ди, Гапа и Гренобля. Также в средневековых источниках отсутствуют сведения и о деятельности Аббона во время войны Карла Мартелла с герцогом и патрицием Прованса Мавронтом 735—737 годов. В то же время в своём завещании Аббон упоминал о том, что часть своих тогдашних владений он получил военным путём. На данном основании делается вывод о том, что в этих событиях Аббон выступил на стороне франкского майордома. За это он был наделён Карлом Мартеллом титулом патриций и властью над всем Провансом. Предполагается, что одной из причин назначения Аббона на эту высокую должность было отсутствие у него наследников мужского пола, которые в будущем, претендуя на наследство своего отца, могли бы выступить против власти франкских майордомов над Провансом.
Свидетельством значительного возвышения Аббона над другими прованскими владетелями является использование в отношении него титула «римский патриций» (лат. Patricius Romanorum), о котором упоминается в нескольких хартиях (в том числе, в булле папы римского Бенедикта VIII от 1014 года). Наиболее ранний из этих документов датирован 23 февраля 780 года. Об Аббоне как о патриции повествуется и в «Новалезской хронике». Применение такого титула в отношении частного лица — уникальное явление для Франкского государства: в документах VIII века титулом «Patricius Romanorum» наделялись только императоры Византии. Вероятно, что упоминание этого титула по отношению к Аббону должно было являться указанием на обладание тем верховной власти над обширными территориями на юго-востоке Франкского государства.

### Завещание Аббона
5 мая 739 года по повелению Аббона было составлено завещание. В нём подробно описывались его имущество и получаемые им доходы. Также в хартии перечислены христианские церкви и монастыри, к которым после смерти Аббона должна была перейти бо́льшая часть его личных владений. Завещание — важный источник по истории Прованса первой половины VIII века. Среди ценных сведений, содержащихся в документе — свидетельства о разорении Прованса маврами и об установлении контроля над этими землями Карлом Мартеллом.
Завещание — последний современный Аббону документ, сохранившийся до наших дней. Дата смерти Аббона точно не установлена. Предполагается, что он мог скончаться около 751 года. Это мнение основано на хартии 780 года, в которой упоминается, что к тому времени прошло уже почти тридцать лет, как Марсельская епархия владела несколькими селениями, подаренными ей перед смертью патрицием Аббоном.